# لوكهيد واي بي-24
لوكهيد-ديترويت واي بي-24 (YP-24) كان نموذج لطائرة مقاتلة بمقعدين. تعد أول طائرة مقاتله تطورها شركة لوكهيد في الثلاثينات. كما تم اقتراح نمذج مقاتل لنفس الطائرة بمسمى أي-9 (A-9) واقترح أيضا. 

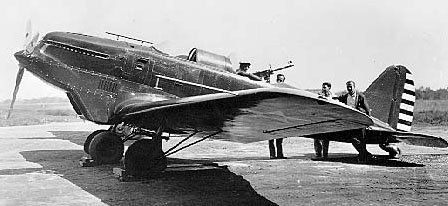
الواي بي-24

## المواصفات (YP-24)
البيانات من Lockheed Aircraft since 1913
الخصائص العامة
- الطاقم: two
- الطول: 28 ft 9 in (8.76 m)
- باع الجناح: 42 ft 9½ in (13.04 m)
- الارتفاع: 8 ft 6 in (2.59 m)
- مساحة الجناح : 292 ft² (27.1 m²)
- الوزن فارغة: 3,010 lb (1,365 kg)
- الوزن محملة: 4,360 lb (1,978 kg)
- وزن الإقلاع الأقصى: lb (kg)
- محرك الطائرة: 1 × Curtiss V-1570-23 "Conqueror" liquid-cooled محرك V12, 600 hp (448 kW)
- مراوح: 3-bladed propeller

الأداء
- السرعة القصوى: 235 mph (204 knots, 378 km/h)
- سرعة العبور: 215 mph (187 knots, 346 km/h)
- مدى (طائرة): 556 mi (483 nm, 895 km)
- سقف الخدمة: 25,000 ft (7,620 m)
- معدل الصعود: 1,820 ft/min (9.3 m/s)

## وصلات خارجية
- القوات الجوية الأمريكية متحف الصفحة على P-24/A-9